# Richland (Georgia)
Richland è una città degli Stati Uniti d'America, situata in Georgia, nella Contea di Stewart.